# 纪图氏平睾吸虫
纪图氏平睾吸虫（学名：Parorchis gedoelsti）为嗜眼科平睾属的动物。分布于俄罗斯、突尼斯以及中国大陆的福建平潭岛等地，营寄生生活，终末宿主为黑腹滨鹬、白腰灼鹬，寄生部位为泄殖腔。